# Escadrille Spa.82
Escadrille Spa.82 (também conhecido como Escadrille N.82) foi um esquadrão de caças francês ativo durante a Primeira Guerra Mundial de 1917 a 1918. O esquadrão serviu, em vários momentos, nas frentes ocidental e italiana, bem como na Flandres. No final da guerra, o esquadrão estava creditado com 26 vitórias aéreas confirmadas.

## Oficiais comandantes
- Tenente Raoul Echard: janeiro de 1917 até meados de 1918
- Tenente Marie Lecoq De Kerland: 6 de junho de 1918 até ao fim da guerra[1]

## Membros notáveis
- Tenente Raoul Echard
- Tenente Marie Lecoq De Kerland
- Tenente François de Boigne[1]